# Ljubomir Miletič
Ljubomir Miletič (Štip, 14 gennaio 1863 – 1º giugno 1937) è stato uno slavista bulgaro.
Ha insegnato filologia slava all'Università di Sofia. È stato presidente dell'Accademia bulgara delle scienze e dell'Istituto scientifico macedone.